# 하루카와 야요이의 야요이식 라디오
<하루카와 야요이의 야요이식 라디오>는 텔레비전 애니메이션 <아이돌마스터 XENOGLOSSIA>에 관련한 인터넷 라디오 프로그램. 정식 타이틀은 아이돌마스터 XENOGLOSSIA 하루카와 야요이의 야요이식 라디오.

## 퍼스널리티
- 이구치 유카 (아마미 하루카 역)
- 코시미즈 아미 (타카츠키 야요이 역)